# Глинський Іван Володимирович
Іва́н Володи́мирович Гли́нський (* 7 листопада 1923 — †16 березня 1983) — український письменник, перекладач, фольклорист, літературознавець, драматург.

## Біографія
Народився 7 листопада 1923 р. у с. Потуш теперішнього Тиврівського району на Вінниччині. Почав навчання в школі рідного села, згодом навчався у середній школі с. Лука Немирівського району. На початку німецько-радянської війни (1941–1945 рр.) був контужений і потрапив до нацистського концтабору. У повоєнні роки працював у пресі, на культосвітній ниві Поділля та Буковини. Закінчив філологічний факультет Чернівецького університету (1957) і деякий час учителював. Досконало знав німецьку, французьку, польську, румунську, молдовську мови, розмовляв їдишем. Цілком присвятивши себе літературній та громадській діяльності, останні десятиліття жив у Могилеві-Подільському, де помер 16 березня 1983 р.

## Літературна діяльність
Писати вірші почав ще до війни. Друкувався від 1946 р. Публікував оповідання, нариси, вірші, літературно-критичні, краєзнавчі розвідки та переклади в обласній і республіканській пресі, статті з питань теорії й практики художнього перекладу, культури мови, історії українсько-польських літературних зв'язків, дослідження українських імен та прізвищ.
Автор п'єс «Коли квіти стріляють» (1966) та «Вас чекають матері» (1973), книги про походження українських імен та прізвищ «Твоє ім'я — твій друг» (1970), збірки гумору й сатири «Передбачливий гіість» (1983).
Як перекладач познайомив читачів із низкою творів — з карачаєво-балкарської мови («Вершники»), молдавської (Йон Друце, «Георге — удовин син»; Олексій Маринат, «Невгамовна дівчина»), білоруської, російської мов. Особливо плідно працював, перекладаючи з польської, зокрема творів Адама Міцкевича, Северина Гощинського, Юліуша Словацького (Беньовський. Кримські пригоди: фрагменти поеми — Сімферополь, 1984 та ін.), Марії Конопницької, Ярослава Івашкевича, Анджея Збиха («Ставка, більша за життя»), Вільгельма Маха («Вчителька, дочка Колумба») та Марії Ковнацької. Для видання «Іван Франко. Зібрані твори у 50 тт. — Т. 17 — К., 1979» переклав польськомовні Франкові повість «Лель і Полель» та оповідання «Герой мимоволі».
Перебував у Спілці письменників України з 1964 р.
Стояв біля витоків створення Вінницької письменницької організації у 1971 р.